# Saída graciosa
Uma saída graciosa é uma expressão de programação para quando um programa de computador detecta um erro sério e "sai graciosamente" de maneira controlada como resultado. Comumente, o programa gera uma mensagem de erro descritiva para um terminal ou log como parte da saída. 
Geralmente, código para usa saída graciosa existe quando a alternativa — permitir que erro passe não detectado ou sem tratamento — iria produzir muitos erros espúrios ou comportamento anômalo posterior que seria mais difícil para o programador depurar. O código assistido por uma saída graciosa pode adotar passos adicionais, como fechar arquivos, para garantir que o programa mantenha os dados em um estado consistente e recuperável. 
Saídas graciosas nem sempre são desejáveis. Em muitos casos, um travamento (crash) direto pode dar ao desenvolvedor a oportunidade de acoplar um depurador ou coletar informação importante, como despejo de memória ou stack trace, para diagnosticar a fonte do problema.
Em uma linguagem que suporta tratamento de exceção formal, uma saída graciosa pode ser o último passo no tratamento de uma exceção. Em outras linguagens, pode ser implementada com código adicional na localização do possível erro. 
A expressão "saída graciosa" já foi generalizada para se referir a deixar um emprego ou relação pessoal acabar.